# Atom Man vs. Superman
Atom Man vs. Superman is een Amerikaanse filmserie uit 1950 gebaseerd op het DC Comics personage Superman. De serie bestaat uit 15 korte films met een totale lengte van 252 minuten. De filmserie is een vervolg op de Superman filmserie uit 1948. Dezelfde acteurs uit die film vertolkten ook nu de hoofdrollen.

## Verhaal
Lex Luthor, alias de Atom Man, vindt een aantal dodelijke apparaten uit waarmee hij de stad Metropolis gijzelt. Een van deze apparaten is een desintegratormachine, die mensen kan doen vergaan tot atomen om ze elders weer in elkaar te zetten. Hij dreigt de hele stad de verwoesten als men niet op zijn eisen ingaat.
Superman bevecht Atom Man en slaagt er een paar keer in zijn plannen te dwarsbomen. Atom Man ontdekt echter Supermans zwakke plek: kryptoniet. Hij slaagt erin wat Kryptoniet te maken en gebruikt dit om Superman te vangen. Hij verplaatst Superman vervolgens naar "The Empty Doom." In de rest van de serie moet Superman uit deze ruimte zien te ontsnappen om Atom Man voorgoed tegen te houden.

## Rolverdeling
| Acteur          | Personage                       | Opmerkingen     |
| --------------- | ------------------------------- | --------------- |
| Kirk Alyn       | Clark Kent/Superman             |                 |
| Noel Neill      | Lois Lane                       |                 |
| Lyle Talbot     | Lex Luthor/The Atom Man         |                 |
| Tommy Bond      | Jimmy Olsen                     |                 |
| Pierre Watkin   | Perry White                     |                 |
| Jack Ingram     | Foster                          |                 |
| Don C. Harvey   | Albor                           |                 |
| Rusty Wescoatt  | Carl                            |                 |
| Terry Frost     | Baer                            |                 |
| Wally West      | Henchman Dorr                   | films 1, 6 en 9 |
| Paul Stader     | 'Killer' Lawson                 | films 1-4       |
| George Robotham | Earl, TV truck cameraman-driver | films 11-12     |

## Hoofdstuktitels
1. Superman Flies Again
2. Atom Man Appears
3. Ablaze In The Sky
4. Superman Meets Atom Man
5. Atom Man Tricks Superman
6. Atom Man's Challenge
7. At The Mercy Of Atom Man
8. Into The Empty Doom
9. Superman Crashes Through
10. Atom Man's Heat Ray
11. Luthor's Strategy
12. Atom Man Strikes
13. Atom Man's Flying Saucers
14. Rocket Of Vengeance
15. Superman Saves The Universe